# Seriola fasciata
La ricciola fasciata (Seriola fasciata) è un pesce di mare appartenente alla famiglia Carangidae.

## Distribuzione e habitat
Questa piccola ricciola è una specie tropicale e subtropicale diffusa nelle regioni calde dell'Oceano Atlantico che è penetrata in anni recenti nel mar Mediterraneo in virtù della tropicalizzazione di questo mare. È segnalata per il bacino occidentale lungo le coste francesi e spagnole ed è abbastanza occasionale. Nei pressi dell'isola di Lampedusa sembra essersi stabilita una discreta popolazione (analogamente a quanto avviene per Seriola rivoliana e Seriola carpenteri). Nelle acque ioniche siciliane, i giovanili di questa specie vengono comunemente catturati attorno ai FADs, durante il periodo della pesca alla Lampuga Coryphaena hippurus.

Ha abitudini costiere ed è meno pelagica delle altre ricciole per cui si può vedere spesso presso il fondale. I giovani si radunano in superficie sotto oggetti galleggianti.

## Descrizione
Rispetto alla ricciola ha corpo meno appiattito ventralmente, con profilo più fusiforme, simile a quello del pesce pilota o di uno sparide.
La parte posteriore dell'osso mascellare, che nella ricciola è alta e larga quanto l'occhio, è invece bassa. Il lobo allungato all'inizio della seconda pinna dorsale, tipico della ricciola e ancor più della ricciola falcata, è appena accennato.

Il colore del dorso è scuro con riflessi violacei mentre le regioni addominali e i fianchi sono bianco madreperlaceo. I giovani (fino ad una trentina di centimetri) portano 8 fasce più scure sul corpo.

Misura fino a 75 cm.